# Воронихинские колоннады
Воронихинские колоннады — памятник архитектуры. Расположены в Нижнем парке Петергофа, замыкают партер.
Задуманы Николо Микетти в 1721 году как «галереи маленькие с каморками», построены в 1722—1723 годах из дерева и кирпича. В апреле 1723 года Пётр I решил, что в галереях должны быть обустроены фонтаны.
Проект фонтанов во второй половине 1723 года выполнил М. Г. Земцов. У каждой галереи было семь полукруглых глухих ниш, в них предполагалось разместить четыре фонтана со статуями на пьедесталах и три фонтана-чаши на высоких ножках со сложным узорчатым украшением. Кроме того, в восточной галерее (по другим сведениям — в западной) был установлен клокшпиль — музыкальный инструмент из 56 хрустальных колокольчиков, звучавших под действием воды, созданный И. Х. Ферстером.
В 1724 году Л. Каравак совместно с Д. Соловьевым расписал потолок одной из галерей, в другой роспись была сделана А. Матвеевым в 1731 году. С. Бушуев и М. Негрубов сделали по собственным эскизам плафоны в «каморках» в 1728 году. В 1730-х годах работами по перестройке галерей руководил архитектор Иван Мордвинов.
В XVIII веке фонтаны так и не были созданы. В нишах поставили 12 мраморных статуй, в западной галерее в 1745 году Б. Фрис установил орган с движимыми водой фигурами (собаками, бегущими за оленем, охотником с рогом, двенадцатью разными птицами и двумя сатирами с флейтами), звуки издавались с помощью мехов.
14 июля 1800 года Павел I отдал приказ обновить галереи, соблюдая «идрологические игры» и размеры. Проект создал А. Н. Воронихин (это был его первый заказ не для Строгановых), строительство шло с второй половины 1800 года по ноябрь 1803 года. Новые постройки были кирпичными, с антаблементом из пудостского известняка, цоколем из розоватого гранита, колоннами дорического ордера из мрамора и серебристого гранита. На крыше каждой из галерей было обустроено по три фонтана со свинцовыми золочёными чашами, у центральных фонтанов было по две чаши. Тумбы под чашами были сделаны из пудостского известняка. Купола павильонов сделали в виде концентрических ступенчатых каскадов и покрыли позолоченной латунью. Вода лилась с вершин куполов, уходила в жёлоб и спадала перед окнами боковых залов галерей в полукруглые мраморные бассейны. Фонтанное устройство выполнил мастер Ф. А. Стрельников.
Галерея также была украшена шестнадцатью барельефами работы И. П. Мартоса. Лестницы к колоннадам украшены гранитными львами, сделанными по модели И. П. Прокофьева; подряд на «сделание львов из битого камня» исполнил государственный крестьянин Григорий Копылов. Всего львов восемь, по четыре из серого и из розового гранита. Львы у лестниц со стороны дворца сделаны из серого камня с тёмными вкраплениями, они лежат в спокойной позе, повернув друг к другу головы. Львы у лестниц со стороны канала сделаны из розового гранита, они статичны, смотрят прямо перед собой и отличаются лишь положением хвоста; их головы вместо гривы покрывает платок, а от ушей на грудь спускаются полосы ткани, что позволяет говорить о стилизации этих статуй под древнеегипетские изваяния. Существует предположение, что прообразом «серых» львов послужили египетские статуи, найденные в Риме и ныне хранящиеся в Григорианском Египетском музее Ватикана, а прообразом «розовых» львов — также египетские статуи, которые в настоящее время установлены у подножия лестницы, ведущей на Капитолийский холм. Похожие статуи львов установлены также у особняка Лавалей и у грота на склоне Пулковской горы.
В 1853—1854 годах колоннады перестроил А. И. Штакеншнейдер. Фасады были облицованы мрамором, обработанным на Петергофской гранильной фабрике, на потолках сделан лепной орнамент, полы украшены цветной венецианской мозаикой. Свинцовые чаши на крышах заменили на медные, покрашенные под мрамор, купола были сделаны сферическими, позолоченную латунь заменили на золочёную медь. При перестройке вместо одного ряда колонн была сделана сплошная стена, защищающая от ветра с залива и служащая фоном для колоннады. Формы павильонов были изменены, их стены украшены колоннами.
В 1879—1880 годах свод куполов был закрыт деревянным потолком по проекту Э. Гана, что исказило отделку.
После Великой Отечественной войны реставрация колоннад состоялась в 1966 году, чертежи куполов и чаш выполнил А. Э. Гессен. Львов отреставрировали раньше, в 1946 году.

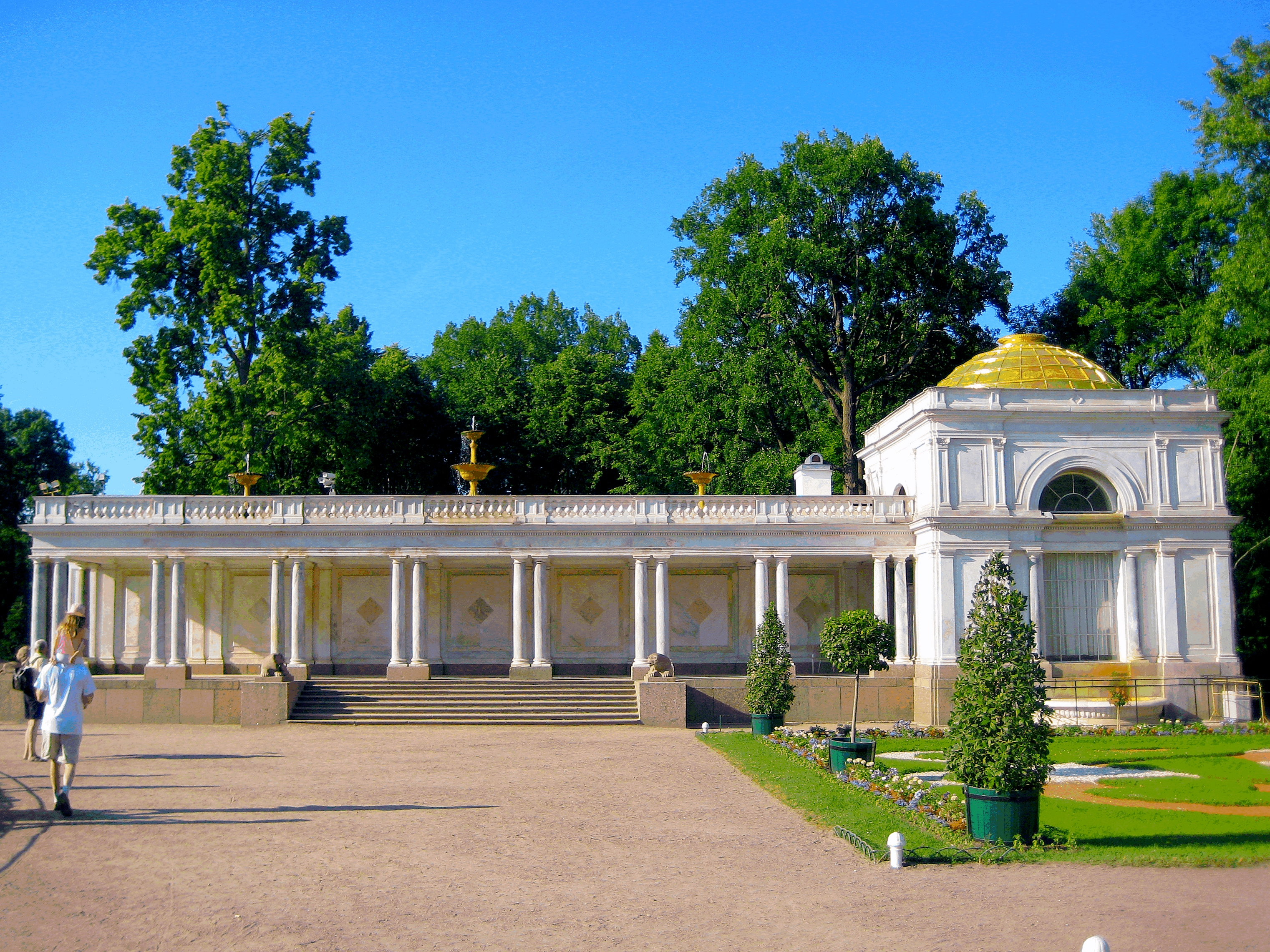
Восточная колоннада
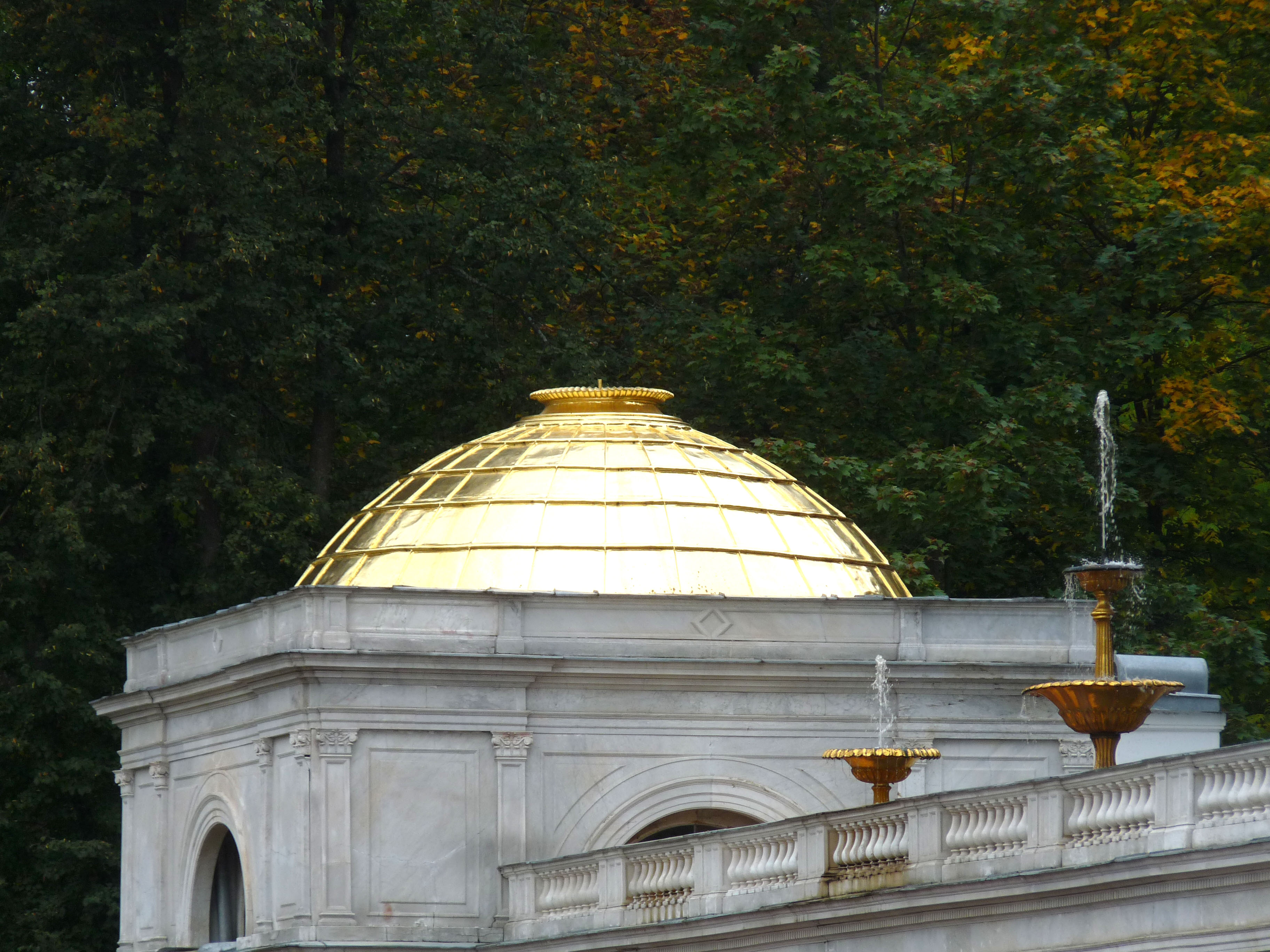
Купол и фонтаны на крышах колоннады
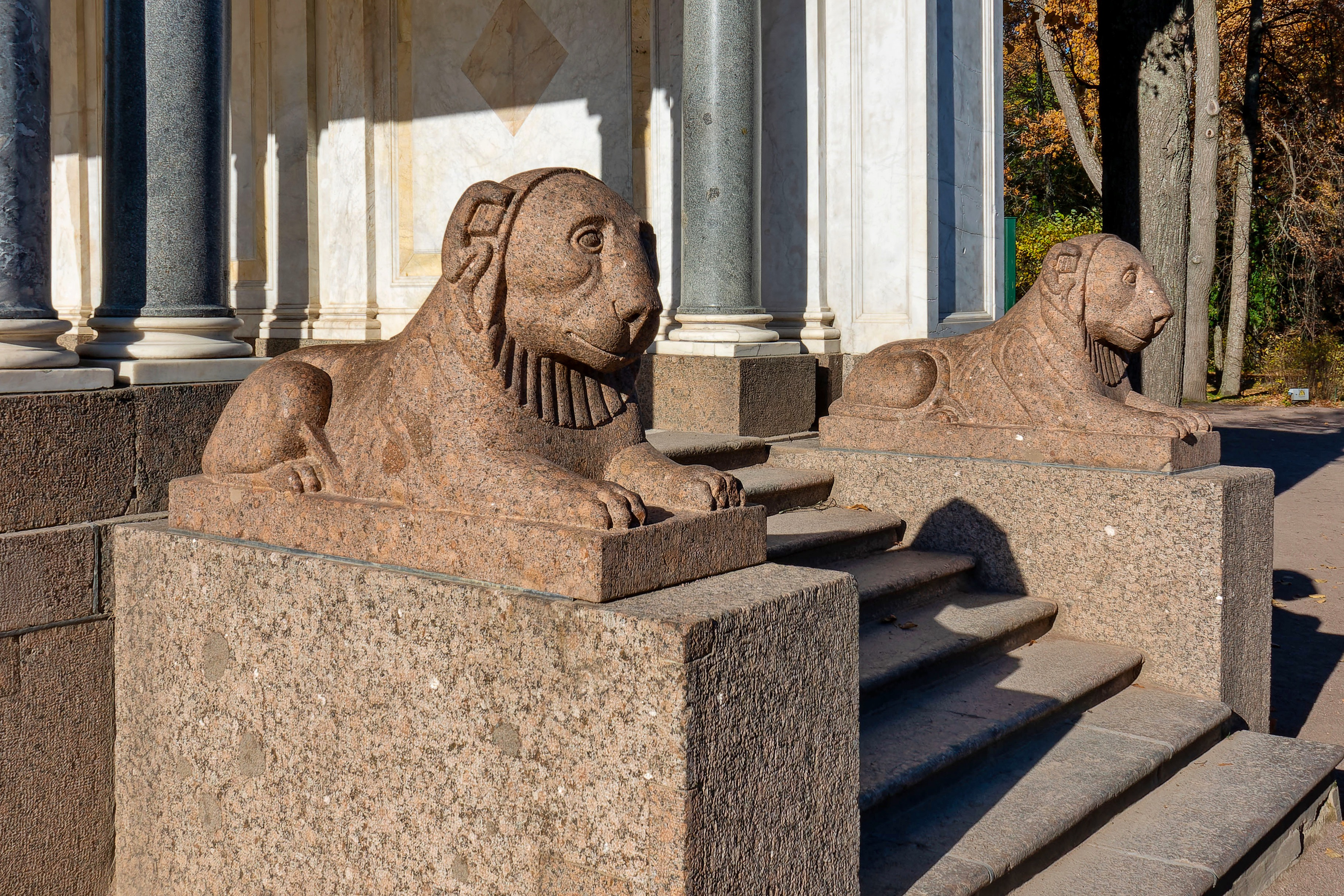
Львы на торцах
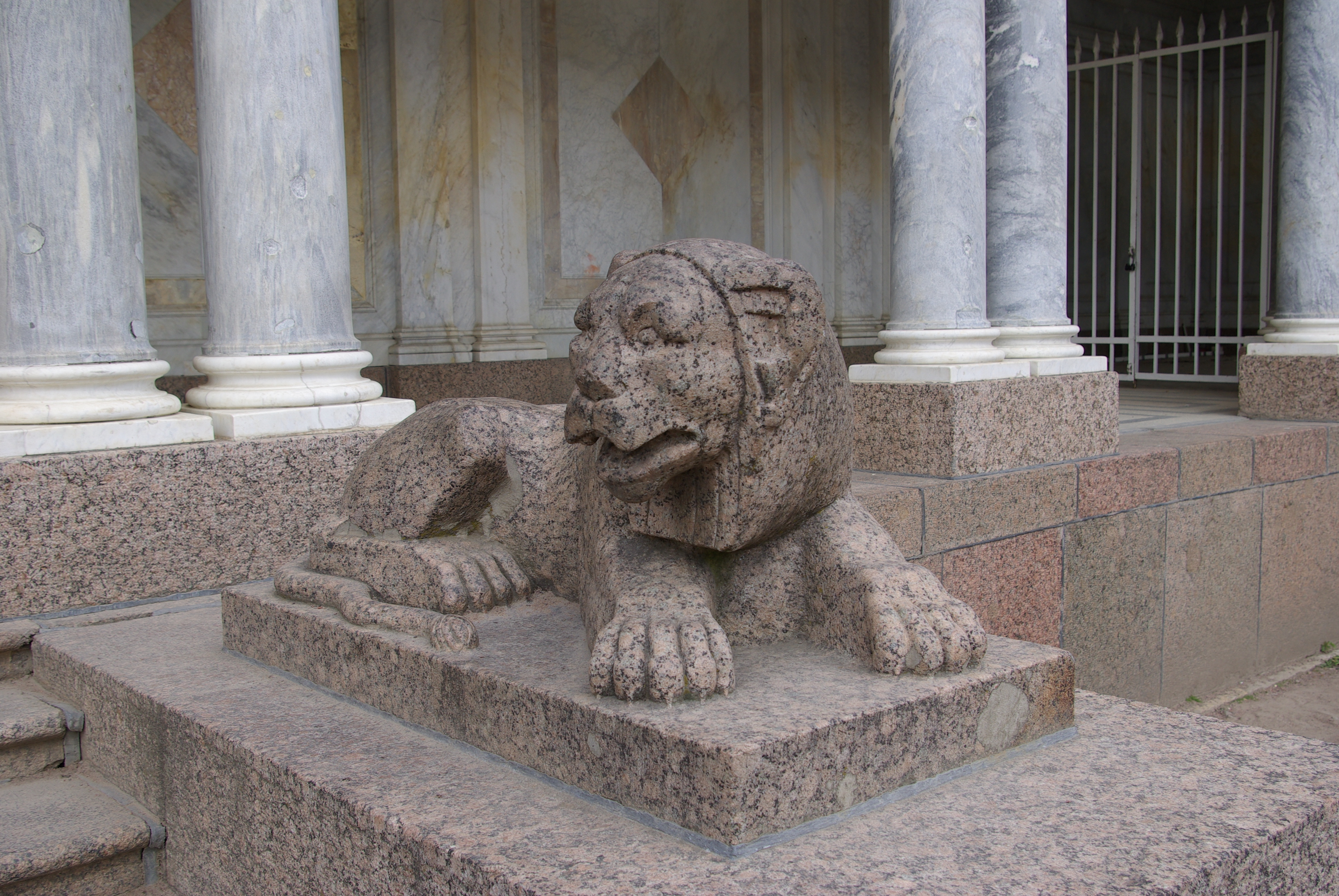
Лев у лестницы
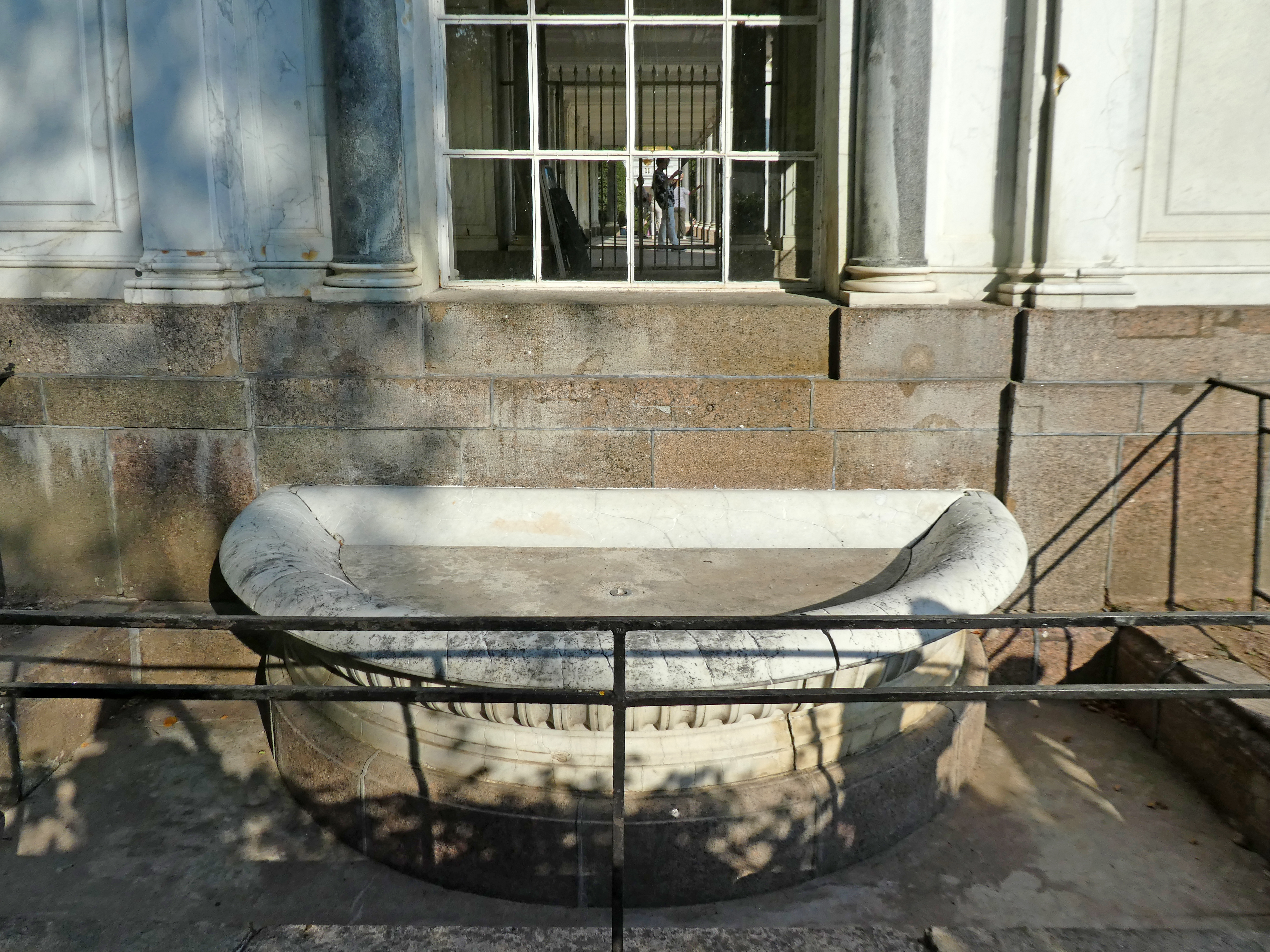
Боковой бассейн
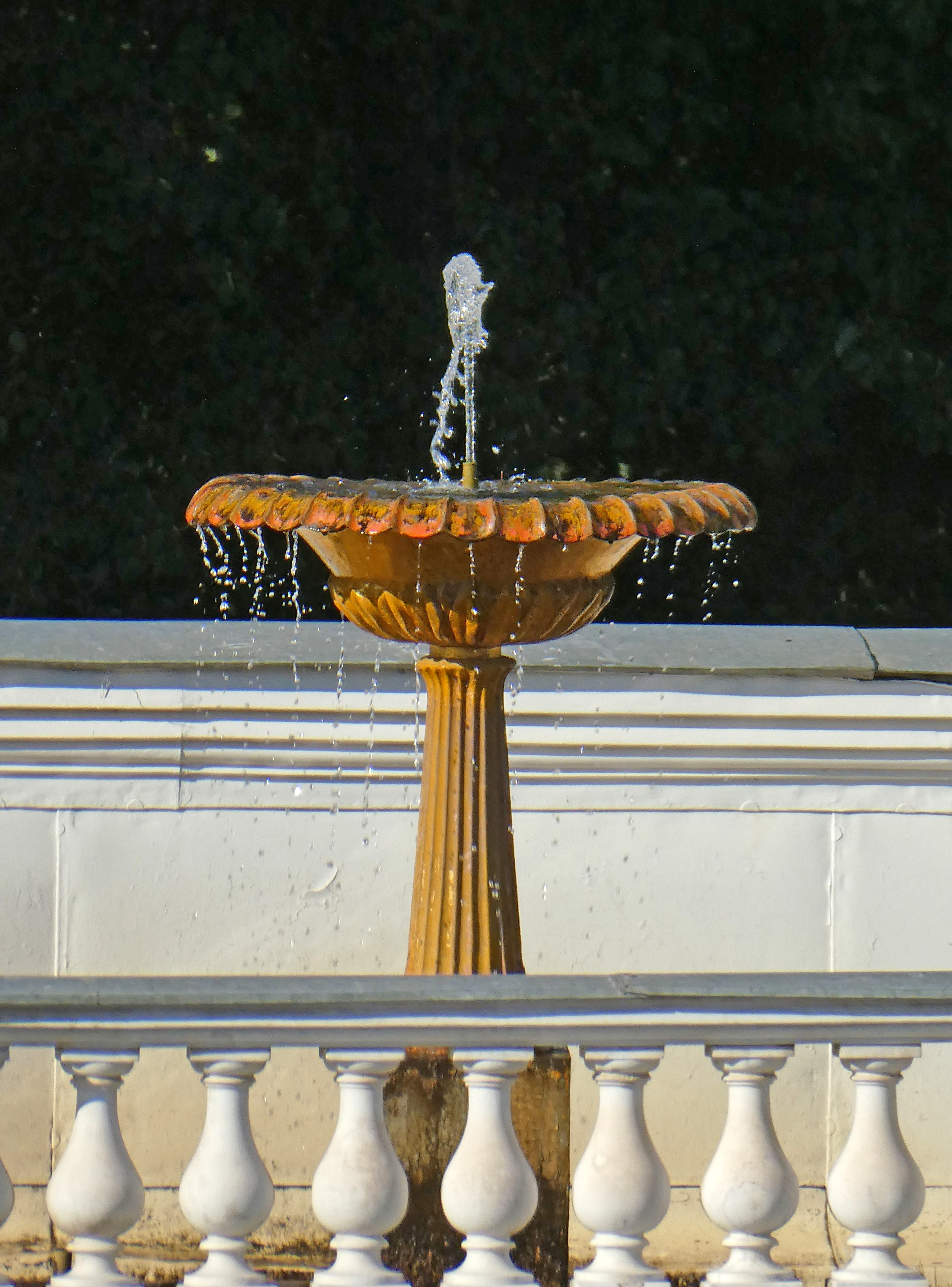
Один из фонтанов крыши колоннады
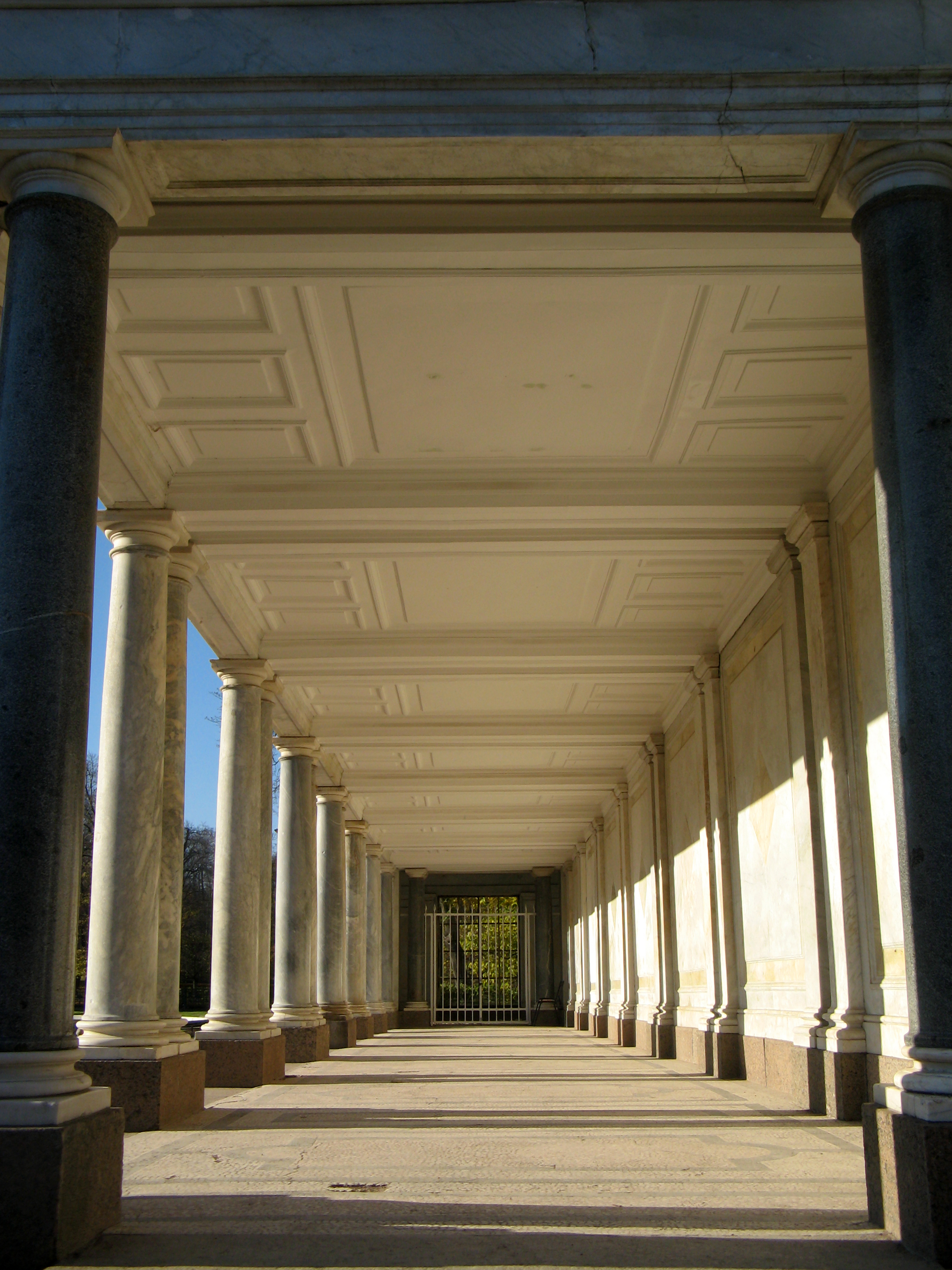
Внутри колоннады